# Kursk (Krater)
Koordinaten: 51° 42′ 0″ N, 36° 0′ 0″ O
Kursk ist ein Einschlagkrater in Russland, er liegt in der Nähe der Stadt Kursk.
Der Durchmesser des Kraters beträgt sechs Kilometer, sein Alter wird auf 250 ± 80 Millionen Jahre geschätzt. An der Erdoberfläche ist von der Einschlagstruktur nichts zu sehen.